# Château de la Ducherie
 (novembre 2023).
Si vous disposez d'ouvrages ou d'articles de référence ou si vous connaissez des sites web de qualité traitant du thème abordé ici, merci de compléter l'article en donnant les références utiles à sa vérifiabilité et en les liant à la section « Notes et références ».
Le château de la Ducherie à Saint-Céneré en Mayenne est constitué d'une ferme et d'un château. Il domine le bourg et, plus loin, la vallée où coule la Jouanne.

## Histoire
Fief vassal de la Chapelle-Rainsouin. Pierre-François Davelu écrivait en 1780 : Il y a à Saint-Ceneré une montagne qui couvre la Ducherie qui paraît avoir été autrefois un fort. Il y avait probablement auparavant un châtelier.

## Château actuel
Le château est construit vers 1860 par Charles Théophile de Plazanet. Il comprend : quatre pavillons surélevés aux angles, galerie contournant tout le château à l'entablement, perrons aux quatre façades. Son architecte est Constant Boissière.
La prestimonie de la Ducherie eut pour titulaires : 
- Pierre-Jean Chapelet, curé de Saint-Ceneré, † 1784 ;
- Pierre Denais, de Laval, 1789.

## Les sieurs de la Ducherie
Furent sieurs de la Ducherie : 
- h.h. Philippe Bidailler, fermier de la châtellenie de la Chapelle-Rainsouin, 1574 ;
- h.h, Christophe B., 1630, prêtre habitué à l'église Saint-Vénérand de Laval, 1650 ;
- noble Pierre Moreau et Catherine Hardy, sieur et dame de la Roche, 1695 ;
- Charles Lasnier, mari de Marie Moreau, veuve, 1784.
- Le domaine est vendu par François Brochard, d'Andouillé à Delphine Le Corgne de Trimadeuc, femme du colonel Charles Théophile de Plazanet en 1864.
- Le domaine est ensuite légué à Paul Tandeau de Marsac, descendant de la branche de Delphine Le Corgne de Timadeuc. Il est marié à Marie-Thérèse, née Le Marois. Il sera par ailleurs maire de Saint-Céneré.
- Pendant la Deuxième Guerre mondiale, le château est envahi et annexé par l’armée allemande.
- En 1946, à la mort de Paul de Marsac, sa fille Odile Tandeau de Marsac Ferrant de Missol, reprend le domaine avec son mari, Paul Clappier, issu d’une vieille famille de Haute-Provence.
- En 1960, Odile Clappier, née de Marsac, vend le château à la famille Lemaire (éditions Tequi) mais garde toutes les terres du domaine et s’installe dans les communs avec sa famille.
- En 2018, l’indivision Lemaire vend le château à Monsieur Korab Spahija, qui décède peu après. Ses ayants-droit sont les propriétaires.

## Source
« Château de la Ducherie », dans Alphonse-Victor Angot et Ferdinand Gaugain, Dictionnaire historique, topographique et biographique de la Mayenne, Laval, A. Goupil, 1900-1910 [détail des éditions] (BNF 34106789, présentation en ligne)